# Garrincha-dos-lhanos
Carriça-bicolor ou garrincha-dos-lhanos (Campylorhynchus griseus) é uma espécie de ave passeriforme da família Troglodytidae pertencente ao gênero Campylorhynchus. É encontrada no Brasil, Colômbia, Guiana e Venezuela.
Os seus habitats naturais são florestas secas tropicais ou subtropicais, florestas subtropicais ou tropicais húmidas de baixa altitude, matagal árido tropical ou subtropical, matagal tropical ou subtropical de alta altitude e florestas secundárias altamente degradadas.